# Флаг Уральского (Свердловская область)
Флаг муниципального образования «посёлок Ура́льский» Свердловской области Российской Федерации является официальным символом муниципального образования, составленным и употребляемым в соответствии с правилами вексиллологии и отражает исторические, культурные, социально-экономические, национальные и иные местные традиции муниципального образования.
Флаг утверждён 26 марта 2003 года решением думы муниципального образования «посёлок Уральский» № 216 и внесён в Государственный геральдический регистр Российской Федерации с присвоением регистрационного номера 1231.
В ходе муниципальной реформы 2006 года муниципальное образование «посёлок Уральский» было наделено статусом городского округа и 20 февраля 2014 года решением думы муниципального образования «посёлок Уральский» № 149 данный флаг был утверждён официальным символом городского округа.

## Описание
«Полотнище голубого цвета с соотношением сторон 2:3 с воспроизведением фигур герба муниципального образования, выполненных белым, красным, зелёным и жёлтым цветами.
Обратная сторона зеркально воспроизводит лицевую».
Геральдическое описание герба гласит: «В лазоревом поле серебряный с поднятыми крыльями сокол, обращённый прямо и смотрящий вправо, держащий в лапах червлёный с золотой каймой и громовыми стрелами перун в пояс. Всё окружено внутренней каймой из поперечно — обращённых серебряно-зелёных беличьих шкурок».

## Обоснование символики
Кайма указывает на военный характер поселения и его закрытость, а также акцентирует символику защиты. Её окраска служит указанием на название места, где возник посёлок — Сосновый (Пьяный) Бор.
Голубой цвет полотнища служит символом охраны мирного труда граждан России.
Развёрнутые крылья сокола — знак защиты, а белый цвет его оперения символизирует чистоту помыслов и неагрессивный характер россиян.
Перун с громовыми стрелами — гласная эмблема для ракет стратегического назначения. Сочетание изображений сокола и перуна даёт символический образ стартующей ракеты.